# Ho Dam
Ho Dam (Wonsan, 6 marzo 1929 – Pyongyang, 11 maggio 1991) è stato un politico nordcoreano.
Ho era un membro del Politburo e fu anche presidente del Comitato per la riunificazione pacifica della Patria.
In qualità di ministro degli Esteri, carica che gli fu assegnata nel 1977, è diventato il primo alto funzionario nordcoreano a visitare gli Stati Uniti. Ha lasciato l'incarico di ministro degli Esteri nel 1983 ed è diventato un importante segretario del Partito dei Lavoratori di Corea. Nel 1980 ha accompagnato il presidente Kim Il-Sung a una visita a Belgrado, in Jugoslavia, per i funerali del leader del paese Josip Broz Tito.
Ho Dam è morto l'11 maggio 1991, a causa di una lunga malattia che l'agenzia di stampa nordcoreana non ha specificato.